# Rissoina hartmanni
Rissoina hartmanni is een slakkensoort uit de familie van de Rissoidae. De wetenschappelijke naam van de soort is voor het eerst geldig gepubliceerd in 1935 door Jordan.